# Emine Hatun Mechaal
Emine Hatun Mechaal (* 7. Dezember 1995 in der Provinz Hatay als Emine Hatun Tuna) ist eine türkische Leichtathletin, die sich auf den Langstreckenlauf spezialisiert hat und gelegentlich auch im Mittelstreckenlauf an den Start geht. Sie ist mit dem spanischen Leichtathleten Adel Mechaal verheiratet.

## Sportliche Laufbahn
Erste internationale Erfahrungen sammelte Emine Hatun Mechaal im Jahr 2011, als sie bei den Jugendweltmeisterschaften nahe Lille im 1500-Meter-Lauf mit 9:34,91 min in der ersten Runde ausschied und über 3000 Meter in 9:44,44 min den zwölften Platz belegte. Anschließend belegte sie beim Europäischen Olympischen Jugendfestival (EYOF) in Trabzon in 4:29,52 min den vierten Platz über 1500 Meter und erreichte über 3000 Meter nach 9:43,74 min Rang fünf. Im Jahr darauf schied sie dann bei den Juniorenweltmeisterschaften in Barcelona mit 4:23,08 min im Vorlauf über 1500 Meter aus und 2013 gewann sie bei den Junioreneuropameisterschaften in Rieti in 9:25,83 min die Bronzemedaille im 3000-Meter-Lauf und klassierte sich über 5000 Meter in 16:29,99 min auf dem vierten Platz. Nur eine Woche später gewann sie dann bei den Balkan-Meisterschaften in Stara Sagora in 16:31,21 min die Silbermedaille im 5000-Meter-Lauf. 2014 siegte sie bei den Balkan-Hallenmeisterschaften in Istanbul in 9:15,36 min über 3000 Meter und anschließend schied sie bei den Juniorenweltmeisterschaften in Eugene über 1500 Meter mit 4:26,28 min im Vorlauf über 1500 Meter aus und belegte über 3000 Meter in 9:06,85 min den sechsten Platz, während sie über 5000 Meter nicht ins Ziel gelangte. Im Dezember siegte sie dann bei den Crosslauf-Europameisterschaften in Samokow nach 14:13 min in der U20-Altersklasse. 2015 wurde sie dann bei den U23-Europameisterschaften in Tallinn in 34:10,06 min Sechste im 10.000-Meter-Lauf.
2016 gewann sie bei den U23-Mittelmeermeisterschaften in Tunis in 36:34,81 min die Silbermedaille über 10.000 Meter hinter der Portugiesin Sonia Ferreira. Im Jahr darauf gewann sie bei den Balkan-Hallenmeisterschaften in Belgrad in 4:20,48 min die Bronzemedaille über 1500 Meter, ehe sie kurz darauf bei den Halleneuropameisterschaften ebendort über 3000 Meter mit 9:36,78 min im Vorlauf ausschied. Daraufhin belegte sie bei den Islamic Solidarity Games in Baku in 4:27,37 min den siebten Platz über 1500 Meter und scheiterte im 800-Meter-Lauf mit 2:09,36 min in der ersten Runde. Anschließend belegte sie bei den U23-Europameisterschaften in Bydgoszcz in 16:03,90 min den vierten Platz über 5000 Meter, ehe sie bei der Sommer-Universiade in Taipeh in 16:42,66 min auf Rang 16 einlief. Ende Oktober wurde sie beim Denizli-Pamukkale Half Marathon in 1:16:15 h Dritte und sicherte sich im Dezember bei den Crosslauf-Europameisterschaften in Šamorín die Bronzemedaille in der U23-Teamwertung und belegte im Rennen Platz elf. 2018 belegte sie bei den Balkan-Hallenmeisterschaften in Istanbul in 9:38,38 min den siebten Platz über 3000 Meter und bei den Freiluftmeisterschaften in Stara Sagora gewann sie in 16:44,79 min die Bronzemedaille über 5000 Meter. Bei den Balkan-Hallenmeisterschaften 2019 wurde sie in 4:23,84 min Vierte über 1500 Meter. 2021 belegte sie dann bei den Balkan-Hallenmeisterschaften in Istanbul in 4:21,45 min den siebten Platz über 1500 Meter und bei den Freiluftmeisterschaften in Smederevo wurde sie in 4:21,91 min Fünfte. Im Jahr darauf gewann sie bei den Balkan-Hallenmeisterschaften in Istanbul in 9:15,33 min die Silbermedaille über 3000 m hinter der Albanerin Luiza Gega. Im Juni siegte sie in 9:30,97 min über 3000 Meter bei den Balkan-Meisterschaften in Craiova und anschließend belegte sie bei den Mittelmeerspielen in Oran in 16:18,07 min den achten Platz im 5000-Meter-Lauf. Im Dezember gelangte sie bei den Crosslauf-Europameisterschaften in Turin nach 28:57 min auf Rang 38 im Einzelrennen.
2023 wurde sie bei den Halleneuropameisterschaften in Istanbul in 9:22,12 min 13. über 3000 Meter. Im Jahr darauf gewann sie bei den Balkan-Meisterschaften in Izmir in 15:42,48 min die Silbermedaille über 5000 Meter hinter der Albanerin Luiza Gega. Anschließend gelangte sie bei den Europameisterschaften in Rom mit 15:31,30 min auf Rang 18.
In den Jahren 2013 und 2021 wurde Mechaal türkische Meisterin im 3000-Meter-Lauf und 2015 siegte sie über 10.000 Meter. Zudem wurde sie 2021 türkische Meisterin im 1500-Meter-Lauf im Freien sowie auch in der Halle und 2022 wurde sie Hallenmeisterin über 3000 m.

## Persönliche Bestleistungen
- 800 Meter: 2:09,36 min, 16. Mai 2017 in Baku
  - 800 Meter (Halle): 2:10,14 min, 10. Februar 2017 in Istanbul
- 1500 Meter: 4:19,27 min, 20. Juni 2021 in Cluj-Napoca
  - 1500 Meter (Halle): 4:16,39 min, 28. Januar 2023 in Sabadell
- 3000 Meter: 9:06,85 min, 24. Juli 2014 in Eugene
  - 3000 Meter (Halle): 8:55,91 min, 2. Februar 2022 in Valencia
- 5000 Meter: 15:28,67 min, 11. Mai 2024 in Karlsruhe
- 10.000 Meter: 33:43,41 min, 2. Mai 2015 in Mersin
- Halbmarathon: 1:19:21 h, 20. September 2020 in Istanbul